# Legion of the Dead
Legion of the Dead is een Amerikaanse film uit 2005 van The Asylum met Courtney Clonch.

## Verhaal
Een kwaadaardige Egyptische koningin wordt tot leven gewekt. De koningin besluit vervolgens om een heel leger uit de dood te laten opstaan. Deze levende doden kunnen haar helpen om de grote krachten van de onderwereld te verkrijgen.

## Rolverdeling
| Acteur           | Personage     |
| ---------------- | ------------- |
| Courtney Clonch  | Molly         |
| Claudia Lynx     | Aneh-Tet      |
| Bruce Boxleitner | Sheriff Jones |
| Zach Galligan    | Dr. Swatek    |
| Chad Collins     | Carter        |